# جيمي فورمان
جيمي فورمان (بالإنجليزية: Jamie Foreman)‏ هو ممثل بريطاني، ولد في 25 مايو 1958 في المملكة المتحدة.

## أعمال

### أفلام
- (1998) إليزابيث[5]
- (1999) سليبي هولو[6]
- (2004) كعكة الطبقات

## وصلات خارجية
- جيمي فورمان على موقع IMDb (الإنجليزية)
- جيمي فورمان على موقع ألو سيني (الفرنسية)
- جيمي فورمان على موقع أول موفي (الإنجليزية)
- جيمي فورمان على موقع قاعدة بيانات الأفلام السويدية (السويدية)
- جيمي فورمان على موقع ديسكوغز (الإنجليزية)
- جيمي فورمان على موقع قاعدة بيانات الفيلم (الإنجليزية)
- جيمي فورمان على موقع كينوبويسك (الروسية)